# Кюй
Кюй (каз. күй) або кю (кирг. күү) — назва традиційної казахської, ногайської, татарської та киргизької інструментальної п'єси. Виконується на комузі (кобиз), домбрі, сибизги чи інших народних музичних інструментах. Тих, хто виконує кюї, називають кюйші (каз. күйші, кирг. күүчү).
Різні епічні оповіді, казки та легенди знайшли своє музичне відображення в кюях. Через це, чимало з них є програмними.
У деяких тюркомовних народів словом Кюй називають і інструмент, і музику, і пісню; також слово «Кюй» входить і в назву творів, наприклад «Адай-кюй» (назва роду); «Уран-кюй» (Кюй-обіг) тощо. Легенди та писемні пам'ятки творцем найдавніших кюй називають Коркута (Коркита) — одного із засновників музичної культури тюркомовних народів. У традиційній інструментальній музиці найрозвиненішою областю є домброва, у якій, на думку дослідників Б. В. Асаф'єва, О. В. Затаєвича, музичне мислення казахів досягло висот справжнього симфонізму. Форма кюю різноманітна (наприклад, бас буин — початкова ланка, орта буин — центральна ланка, к'їсь сат — мала сага, улкен сат — велика сага). Кюй характеризуються простою, змішаною та змінною метрикою та різноманітними формами: від простого награвання до багаточастотних побудов типу рондо. Музика кюїв може включати частинки пентатонних звукорядів і заснована на діатоніці. Більшість кюїв є двоголосими, проте зустрічаються і одноголосі, і триголосні. Фактура деяких видів кюю містить підголосно-поліфонічний виклад; паралельні рухи в превалюючих квартово-квінтових, рідше в секундових та терцевих інтервалах; імітації, секвенції, органні пункти тощо .
Одними з найкращих зразків західноказахстанського стилю є твори видатних кюйші та композиторів Курмангази Сагирбайули, Каршигі Ахмед'ярова та Даулеткерея Шигайули, а східного та північного — кюї Таттімбета та Агашаяка (Назаролла Жундібайули), південного — Іхласа (Икиласа) Дукнова, Сугура Аліули, Байсерке Кулишули та інших кюйші-акінів.
Кюй досить різноманітні. Це зумовлено їхньою функцією в культурі (існують обрядові, побутові, концертні кюї, наприклад, той бастар — відкриття свята, естьрту — повідомлення про смерть тощо), а також тематикою та можливостями музичних інструментів. Наприклад Кюй-плачі, Кюй-прощання, виконуються на смичковому кобизі та варгані (шан-кобиз). Пастухи створили кюї для поздовжньої флейти сибизги, такі як «Чорний іноходець» та «Плач білої верблюдиці». У XIX столітті кюйші Іхлас створив твори «Дума» та «Віртуозний кюй», що стали класичними кюї для кобизу. Для домбри були написані численні святкові, ліричні, жартівливі кюї, створені на основі легенд, епічних оповідей, казок та безпосередніх вражень від подій, а також природи, наприклад «Золотий степ», «Бушуючий вал» Курмангази Сагирбайули. П'єси поділяються за стилем на західноказахські монументальні, віртуозні і східноказахські невеликі, з пісенною мелодикою.
П'єси кюй почали вивчати лише у 1920-ті роки і з цього часу записано кілька сотень зразків.
Програмні кюї створювалися з урахуванням легенд, епічних сказань, казок, безпосередньо під враженням від спілкування з людьми («Лаушкен», «Перівський марш» тощо), природою («Бозторгай», «Кебж ш ашкдн» тощо). Курмангази, Даулеткерей Шигаєв, Таттімбет Казангапов (XIX ст.) збагатили домброві кюї лірико-психологічним («Сари жайлау», «Кокейкест» тощо), героїко-бунтарським («Кіікен-тай», «Адай» тощо) та суспільно-політичним («Жігер», «Серпер» тощо) змістом. Кюї мають локальні стилі, що яскраво виражені в інтонаційному малюнку мелодії, вигляді інструментів, виконавській техніці.